# Fausto Correia
Fausto de Sousa Correia (Coimbra, 29 oktober 1951 - Brussel, 9 oktober 2007) was een Portugees politicus. Hij was gedeputeerde van de Assembleia da República en Europarlementariër voor de Socialistische Partij, deel van de Partij van de Europese Sociaaldemocraten.
Fausto Correia overleed op 55-jarige leeftijd aan een hartinfarct.
- International Standard Name Identifier: 0000 0000 6829 0260
- Virtual International Authority File: 99126003